# Omar Ponce
Omar Andrés Ponce Manzo (n. Guayaquil, Ecuador; 25 de enero de 1977) es un exárbitro de fútbol ecuatoriano. Fue árbitro internacional FIFA desde 2009 hasta el 2018.

## Trayectoria
Dirigió partidos en diferentes instancias dentro del medio local como en torneos internacionales organizados por Conmebol. Uno de sus grandes logros fue ser parte de los árbitros que estuvieron en la Copa Mundial de Fútbol Sub-17 de 2011 que se realizó en México. Tras su retiro formó parte de la Comisión Nacional de Árbitros de la Federación Ecuatoriana de Fútbol.